# Aberystwyth League
Aberystwyth & District Football League (hiện tại là Cynghrair Cambrian Tyres Aberystwyth League) là một giải bóng đá ở miền Trung Wales, nằm ở cấp độ 5 và 6 của Hệ thống giải bóng đá Wales.
Giải đấu tổ chức nhiều giải cúp: J. Emrys Morgan Cup, Dai 'Dynamo' Davies Cup, League Cup, Len & Julie Newman Memorial Trophy, Second Division Trophy và Consolation Cup.
Các đội bóng thăng hạng từ Hạng Nhất có thể tham gia Mid Wales League nếu tiêu chuẩn và cơ sở vật chất phù hợp với Mid Wales League.

## Câu lạc bộ mùa giải 2016-17

### Hạng Nhất
- Aberdyfi
- Bont
- Borth Dự bị
- Bow Street Dự bị
- Llanilar
- Machynlleth Dự bị
- Padarn United
- Penrhyncoch Dự bị
- Talybont
- Tregaron Turfs
- UWA Dự bị

### Hạng Nhì
- Dolgellau Dự bị
- Llanilar  Dự bị
- Llanon
- Padarn Dự bị
- Talybont Dự bị
- UWA III

## Các đội vô địch trước đây
| Mùa giải  | Hạng Nhất                                | Hạng Nhì                                 |
| --------- | ---------------------------------------- | ---------------------------------------- |
| 1984/85   | Bryncrug                                 | Penrhyncoch Dự bị                        |
| 1985/86   | Penparcau                                | Aber A. C.                               |
| 1986/87   | Bryncrug                                 | Padarn United                            |
| 1987/88   | Padarn United                            | Dolgellau                                |
| 1988/89   | Penparcau                                | Penparcau Dự bị                          |
| 1989/90   | Penparcau                                | Borth United                             |
| 1990/91   | Penparcau                                | Machynlleth                              |
| 1991/92   | Machynlleth                              | Tywyn/Bryncrug                           |
| 1992/93   | Bow Street                               | Bont                                     |
| 1993/94   | U. W. A.                                 | Aberystwyth Dự bị                        |
| 1994/95   | Bow Street                               | Tregaron Turfs                           |
| 1995/96   | Bow Street                               | Borth United                             |
| 1996/97   | Padarn United                            | Aberdyfi                                 |
| 1997/98   | Penrhyncoch Dự bị                        | U.W.A. Dự bị                             |
| 1998/99   | Penrhyncoch Dự bị                        | Penrhyncoch III                          |
| 1999/2000 | Penparcau                                | Llannon                                  |
| 2000/01   | Mùa giải không hoàn thành - Foot & Mouth | Mùa giải không hoàn thành - Foot & Mouth |
| 2001/02   | Bow Street                               | Llanrhystud                              |
| 2002/03   | Bow Street                               | Tregaron Turfs                           |
| 2003/04   | Bow Street                               | U. W. A. III                             |
| 2004/05   | Penparcau                                | Llannon                                  |
| 2005/06   | Penrhyncoch Dự bị                        | Tregaron Turfs                           |
| 2006/07   | Bow Street                               | Tywyn/Bryncrug Dự bị                     |
| 2007/08   | Penparcau                                | Penparcau Dự bị                          |
| 2008/09   | Dolgellau A. A.                          | Bow Street Dự bị                         |
| 2009/10   | Bont                                     | Trawsgoed                                |
| 2010/11   | Aberdyfi                                 | Penparcau Dự bị                          |
| 2011/12   | Penrhyncoch Dự bị                        | Aberystwyth Dự bị                        |
| 2012/13   | Tregaron Turfs                           | Trawsgoed                                |
| 2013/14   | Borth United                             | UWA III                                  |
| 2014/15   | Talybont                                 | Borth Dự bị                              |
| 2015/16   | Dolgellau                                | Llanrhystud                              |
| 2016/17   | Bont                                     | Talybont Dự bị                           |